# Korea Institute for Advanced Study
 (août 2023).
Si vous disposez d'ouvrages ou d'articles de référence ou si vous connaissez des sites web de qualité traitant du thème abordé ici, merci de compléter l'article en donnant les références utiles à sa vérifiabilité et en les liant à la section « Notes et références ».

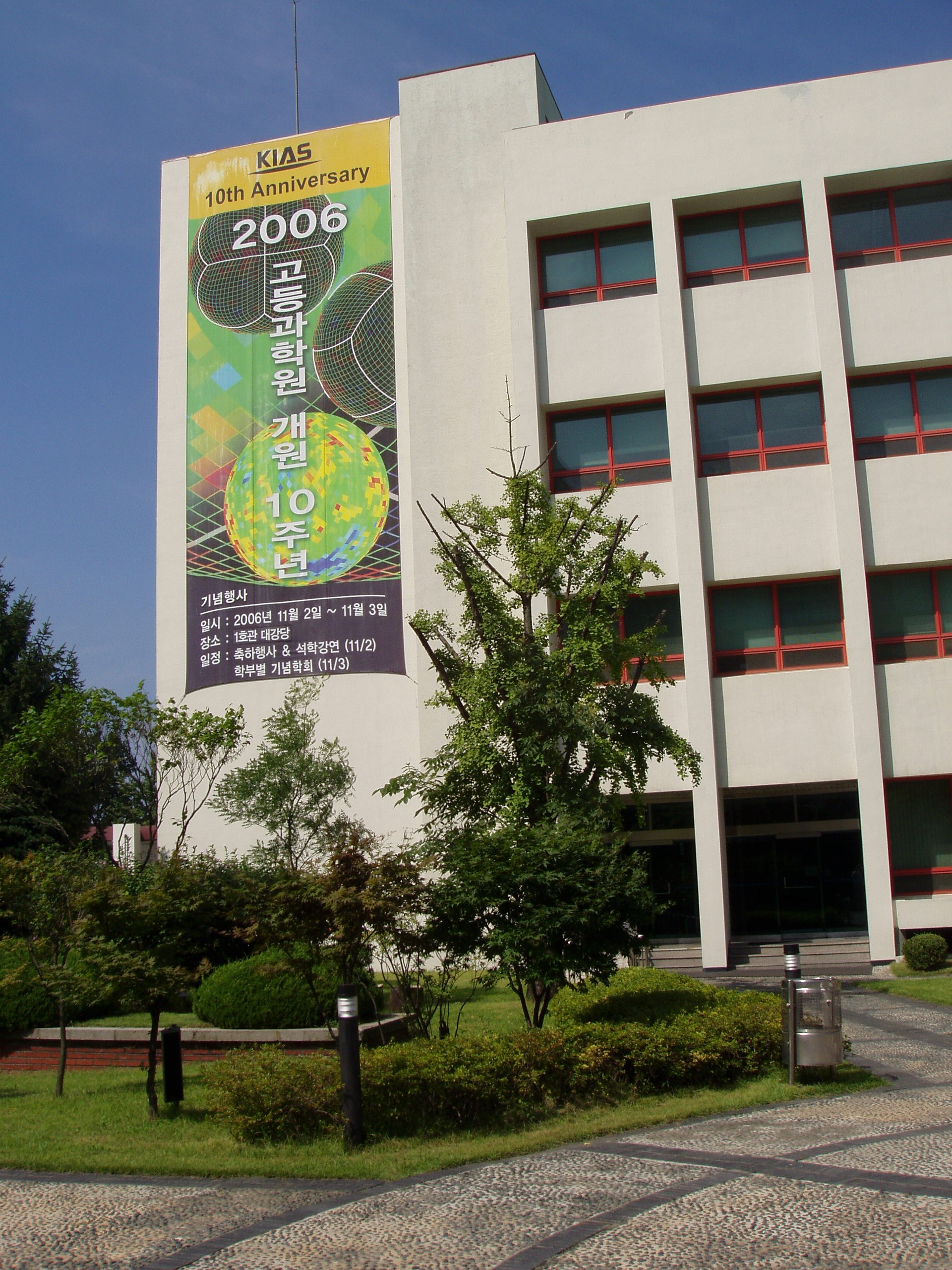
Korea Institute for Advanced Study

Le Korea Institute for Advanced Study (고등과학원, KIAS, 高等科学院) est un institut de recherche en mathématiques, physique et en informatique basé à Séoul.

## Histoire
Le KIAS a été fondé en décembre 1995. En août 1996, Efim Zelmanov a été nommé « distinguished professor » de mathématiques. L'institut a ouvert en octobre 1996. En novembre 1996, les instituts de mathématiques et de physique ont commencé à travailler. En août 1999, Leonard Susskind a été nommé « distinguished professor » de physique. En septembre 2000, l'institut d'informatique (« computational sciences ») a commencé à travailler. Depuis 2006 existe le programme « KIAS Scholars ». En 2010, le « Centre de calcul avancé » est ouvert, aussi comme en 2013 le "Centre des challenges mathématiques" et en 2014 le "Centre de l'univers quantique". Depuis 2015 Ashoke Sen est « distinguished professor » de physique, et depuis 2016 John M. Kosterlitz de computational sciences.

## Organisation
En 2013, deux « professeurs distingués », 23 enseignants, 25 « KIAS Scholars » et « 103 fellows de recherche » travaillent au KIAS. Les « KIAS Scholars » sont des chercheurs externes qui pour une période de trois ans passent plusieurs mois par an à l'institut. Les « fellows de recherche » seront employés pour une période de 2 à 4 ans à l'institut.
Les thèmes de recherche de l'institut comprennent la géométrie algébrique et la différentielle, l'astrophysique, la physique des particules et la théorie des cordes, la physique statistique, la bioinformatique et l'information quantique.
L'institut est financé par l'État et a rejoint le KAIST.